# Kelly Masterson
Kelly Masterson (...) è uno sceneggiatore statunitense.

## Biografia
Originario della California meridionale, Masterson si è laureato in teologia all'Università della California, Davis ed è anche stato in seminario prima di trasferirsi a New York per dedicarsi alla scrittura di opere teatrali.  Per mantenere la sua attività di drammaturgo ha lavorato in banca per 17 anni. La sua prima sceneggiatura per il cinema è stata opzionata dopo neanche un mese, rimanendo poi in un limbo per sette anni fino all'interessamento del regista Sidney Lumet, che vi ha messo mano senza venir accreditato, oltre a dirigere il film: uscito nel 2007, Onora il padre e la madre è valso a Masterson il plauso della critica e diversi riconoscimenti, tra cui una candidatura all'Independent Spirit Award per la miglior sceneggiatura d'esordio. Grazie ad Onora il padre e la madre, Masterson è stato contattato dal regista sudcoreano Bong Joon-ho, assieme a cui ha adattato il graphic novel francese Le Transperceneige nel film di fantascienza Snowpiercer (2013).

## Filmografia
- Onora il padre e la madre (Before the Devil Knows You're Dead), regia di Sidney Lumet (2007)
- Snowpiercer, regia di Bong Joon-ho (2013)
- Killing Kennedy, regia di Nelson McCormick – film TV (2013)
- Good People, regia di Henrik Ruben Genz (2014)

## Premi e riconoscimenti
- Chicago Film Critics Association
  - 2007 - Candidato alla migliore sceneggiatura originale per Onora il padre e la madre
- Independent Spirit Awards
  - 2008 - Candidato alla migliore sceneggiatura d'esordio per Onora il padre e la madre
- Satellite Awards
  - 2007 - Candidato alla migliore sceneggiatura originale per Onora il padre e la madre